# ریچموندشر
ریچموندشر (به انگلیسی: Richmondshire) یک منطقهٔ مسکونی در بریتانیا است که در North Yorkshire واقع شده‌است.